# Parc national de Skeleton Coast
 (juin 2022).
Si vous disposez d'ouvrages ou d'articles de référence ou si vous connaissez des sites web de qualité traitant du thème abordé ici, merci de compléter l'article en donnant les références utiles à sa vérifiabilité et en les liant à la section « Notes et références ».
Le parc national de Skeleton Coast est un parc national situé au Nord ouest de la Namibie, il débute à 240 km de Swakopmund à la hauteur du lit de la rivière Ugab.
Le parc possède les plages les plus inaccessibles, baptisées Skeleton Coast ou côte des Squelettes, sur lesquelles jonchent quelques épaves échouées issues de naufrages et surtout des squelettes de baleines et de phoques massacrés par des hommes[réf. nécessaire].

Le parc fut créé en 1971 et s'étend sur 16 845 km2. Il est réparti en une section nord et une section sud; la section sud est ouverte aux véhicules à quatre roues motrices, qui sont autorisés à grimper vers le nord aussi loin que la rivière Ugab jusqu'à l'entrée (où un panneau avec une tête de mort vous avertit de ne pas aller plus loin). La section nord ne peut être atteinte que par avion. Le sable mou est un piège même pour les quatre roues motrices.

## Origine du nom «Skeleton coast»
La Skeleton Coast ou côte des squelettes a été longtemps associée à l'image de ces fameux naufrages, et autres histoires des marins marchant des centaines de kilomètres à travers le paysage désolé de Namibie à la recherche de nourriture et d'eau.
Le nom Skeleton Coast fut inventé par John Henry Marsh avec le titre de son livre où il relatait le naufrage du Dunedin Star. Depuis que le livre a été publié pour la première fois en 1944, il est devenu si célèbre que la côte fait désormais référence à Skeleton Coast et est donné comme son nom officiel dans beaucoup de cartes aujourd'hui. Le nom vient des ossements qui jonchèrent les plages provenant des opérations de chasse à la baleine (whaling) et de la chasse aux phoques, activité fortement condamnée et répréhensible aujourd'hui, ceci bien davantage que les quelques squelettes humains qu'on a pu trouver. Les Bushmen l'appellent la terre de Dieu fait de rage et les Portugais pensaient que c'était la porte des enfers. 
Mais jamais depuis que les navigateurs européens la découvrirent, les navires ne firent naufrage sur les rochers au large de ses côtes, ou ne se sont échoués dans un brouillard aveuglant.

## Vie sauvage
Il n'y a pas uniquement que des grands mammifères qui peuvent prospérer dans cet environnement désertique ou encore les reptiles pour être le centre de curiosité dans le parc[Quoi ?]. Mais on peut apercevoir des créatures endémiques telles que Gerrhosaurus skoogi, un lézard avec une armure qui rôde dans les dunes de sable près de la mer à la recherche de végétation. Ce large, mais frappant reptile peut mesurer 30 centimètres de long et peut peser 120 g.
L'embouchure de la rivière de Kunene marque le point le plus méridional du territoire d'élevage de la tortue verte qui mesure environ 1 m de long. Cette  même rivière est aussi l'habitat de la plus méridionale population de tortues Africaines à carapace souple, qui possèdent un long et large cou mais peuvent être agressives.
Il y a également 247 espèces d'oiseaux qui ont été répertoriés dans le parc national de Skeleton Coast, et qui comprend l'oiseau endémique, le sterne des baleiniers, qui niche et élève ses petits sur les plaines de graviers près de la côte.

## Accès

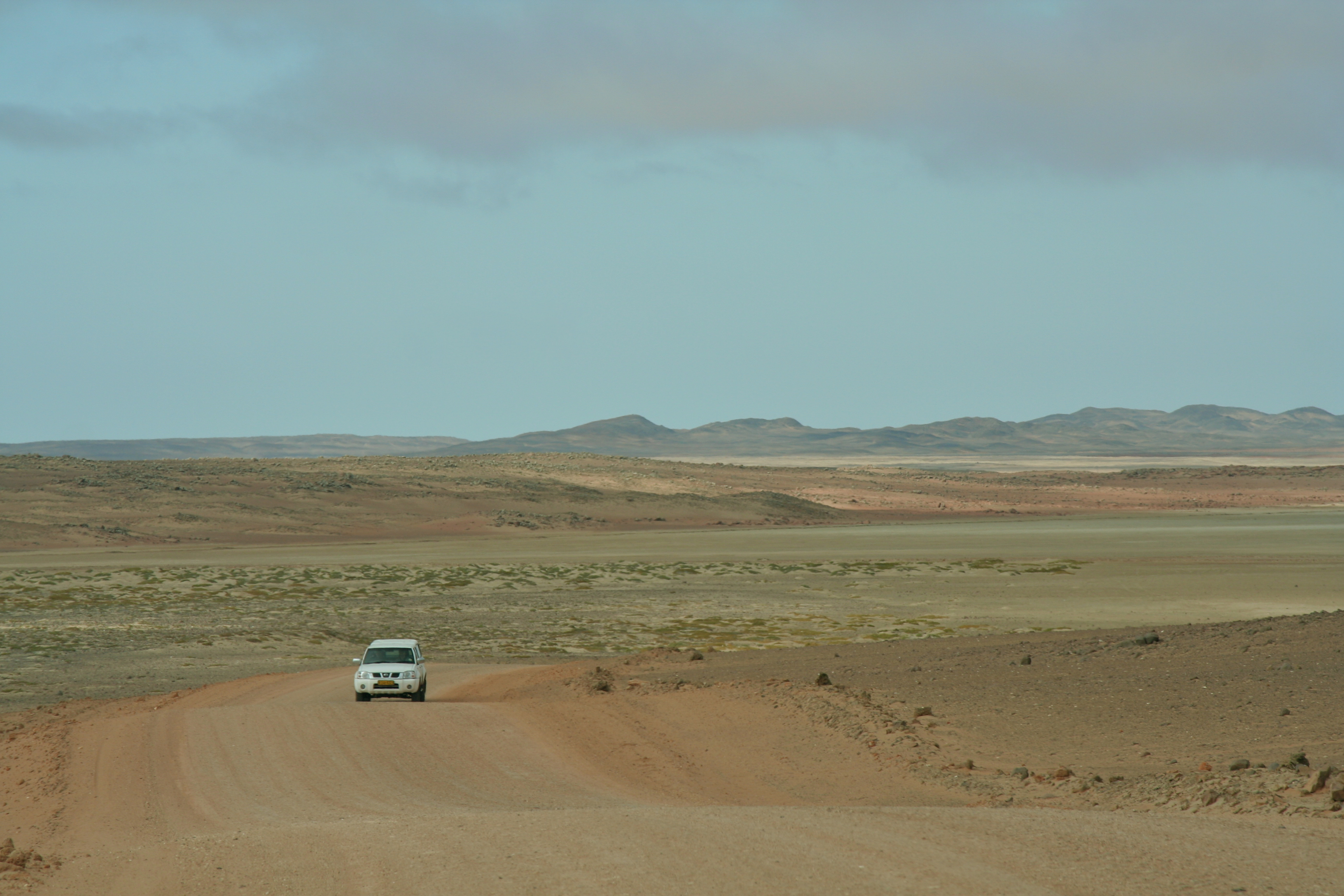
Route vers Skeleton Coast

Dans la journée, les visiteurs du parc national de Skeleton Coast sont autorisés à rester dans le parc entre le lever et le coucher du soleil, et leur permis est valable aux deux entrées, celle de la rivière Ugab au Sud et à l'est celle de Springbokwasser (eau du Springbok). La partie la plus sensible sur le plan écologique au nord de « Terrace Bay » est inaccessible au public et l'entrée dans cet espace est restreint. Les logements sont disponibles en dehors du parc au sud de la rivière Ugab à environ 108 et 172 km, mais il y a des camps assez morne et il est recommandé de pousser soit vers « Henties Bay » ou vers Swakopmund.
La porte de la rivière Ugab du parc national de Skeleton Coast permet le transit entre la rivière Ugab et la porte de Springbokwasser ne nécessite pas un permis. Mais sans permis vous ne pouvez visiter seulement que les deux hébergements à l'intérieur du parc : Torra et Terrace Bay. Le camp de Torra Bay est seulement ouvert en décembre et janvier, et Terrace Bay est ouverte toute l'année, mais n'a pas de camping – seulement des chalets.

## Gestion des parcs nationaux en Namibie
Deux organismes gèrent le fonctionnement des parcs nationaux en Namibie :
- La Namibian Wildlife Resorts (NWR) (hébergements dans la vie sauvage de Namibie) appartient à l'état namibien et gère les réservations des hébergements pour le public dans les parcs nationaux.
- Le ministère de l'environnement et du tourisme namibien gère les parcs nationaux pour la  conservation et l'administration, et délivre les permis pour prénétrer dans tous les pars et réserves appartenant à l'État.

Ce parc est à inclure dans le Iona - Skeleton Coast aire transfrontière de protection.

## Articles liés
- Côte des Squelettes